# Antonio Jiménez-Landi
Antonio Jiménez-Landi Martínez (Madrid, 13 de juny de 1909 – ibídem, 16 de març de 1997) va ser un humanista i historiador espanyol. Ha estat considerat el cronista de la història de la Institución Libre de Enseñanza, tasta per la que se li va concedir a títol pòstum el Premio Nacional de Historia de España.

## Biografia
Fill de l'astrònom Pedro Jiménez-Landi i María Pilar Martínez de Ojeda, mestra. Es va formar en la Institución Libre de Enseñanza (ILE), en raó de la relació de treball que amb ella tenien com a astrònoms de l'Observatori de Madrid, el seu pare (alumne i professor de la institució) i el seu avi, Eulogio Jiménez, un dels fundadors. Es va matricular en Filosofia i Lletres en la Universitat de Madrid, però va haver d'abandonar els estudis en esclatar la Guerra Civil Espanyola. Després, abolida pel franquisme la Institució i perseguits els seus membres, Jiménez-Landi no va poder concursar a oposicions de càtedra perquè es va negar a signar l'exigència del règim que mai hi havia estat vinculat a la Institució.
En la dècada de 1950 es va incorporar a l'Editorial Aguilar on va dirigir diversos projectes. No obstant això, la seva obra més important va ser l'edició en quatre toms d'una història de la Institución Libre de Enseñanza que es coneix, amb caràcter general com La Institución Libre de Enseñanza y su ambiente, editada amb el suport de la Universitat Complutense de Madrid i la Editorial Taurus, i per la qual va rebre a títol pòstum el Premio Nacional de Historia de España concedit pel Ministeri de Cultura espanyol. Va morir a Madrid, als 87 anys..

### Reconeixements
L'any 2006 es va acabar de construir a la localitat de Méntrida (província de Toledo) un institut d'ensenyament secundari amb el seu nom.

## Obres
- Las horas del día. Aguilar, 1957.[6]
- Esos días. Aguilar, 1965. ISBN 978-84-032-9004-4
- La Institución Libre de Enseñanza y su ambiente. Universidad Complutense, 1996. ISBN 84-89365-57-1
- La Institución Libre de Enseñanza (4 tomos). Editorial Taurus, 1987. ISBN 9788430635139. Edición en línea de la Universidad de Barcelona
- Breve historia de la Institución Libre de Enseñanza (1896-1939). Tébar, 2010. ISBN 978-84-7360-350-8
- Manuel Bartolomé Cossío, una vida ejemplar: (1857-1935), Instituto de Cultura Juan-Gil Albert, Alacant, 1989. ISBN 84-7784-019-9
- Semblanza humana de Manuel B. Cossío, Bedia, 1984. ISBN 84-7269-024-5
- Historia de Méntrida, 2003[7]